# Roll the Bones (låt)
Roll the Bones är en låt av den kanadensiska progressiv rock-bandet Rush. Den släpptes som singel och återfinns på albumet Roll the Bones, släppt den 3 september 1991. 
I låten finns det en del där sångaren Geddy Lee rappar. Det var meningen att Rush skulle anställa en riktigt rappare för delen, men istället rappade Lee. 
"Roll the Bones" var en av de 23 låtar Rush spelade live på sin sista konsert den 1 augusti 2015. Totalt spelades låten 383 gånger.